# Các tiểu đảo xa của Hoa Kỳ

Cờ Hoa Kỳ được dùng cho tất cả các tiểu đảo xa của Hoa Kỳ

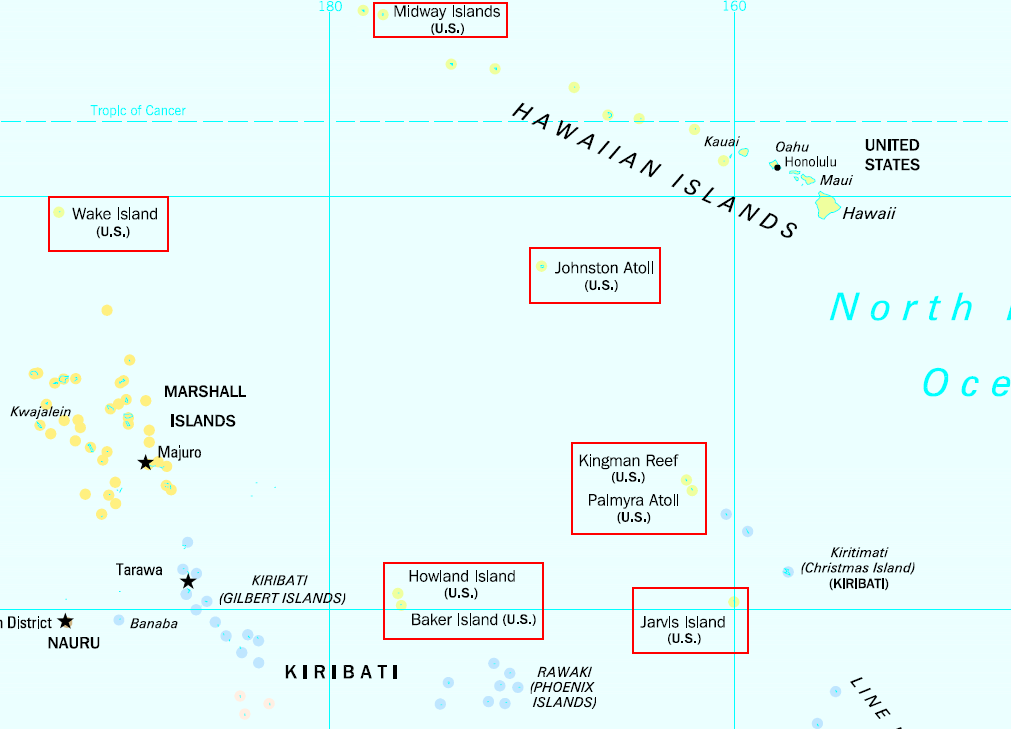
Bản đồ chỉ vị trí các đảo trong Thái bình Dương (làm dấu bằng khung màu đỏ)

Các tiểu đảo xa của Hoa Kỳ (United States Minor Outlying Islands), tên chọn lựa cho thống kê được định nghĩa bởi ISO 3166-1, bao gồm 9 vùng quốc hải Hoa Kỳ. Đảo San hô Palmyra là một lãnh thổ hợp nhất của Hoa Kỳ duy nhất trong các đảo. Hiện tại, không có đảo nào có cư dân thường trực. Mới đây, thống kê dân số năm 1980 cho biết dân số trên ba đảo như sau: Đảo Johnston (327), Đảo san hô Midway (453), và Đảo Wake (302). Thống kê những lần kế tiếp là năm 1990 và 2000 chỉ nói là không có dân cư bản xứ, điều đó dĩ nhiên là sự thật đối với những lần thống kê trước đây.
Các đảo này được gộp lại với nhau để tiện cho thống kê. Chúng không được quản lý chung với nhau mà cũng không chia sẻ một lịch sử chính trị hay văn hóa chung nào ngoài điểm giống nhau là chúng không có cư dân và thuộc chủ quyền của Hoa Kỳ.
Mã tên tập thể cho tất cả các đảo này dựa vào ISO 3166-1 alpha-2 là UM và mã Internet là ".um" được ấn định trước đây cho các đảo này; tuy nhiên mã Internet này đã không còn sử dụng nữa vào tháng 1 năm 2007 .
| Bắc Thái Bình Dương, các đảo xa hẻo lánh |      |      |            |                       |                                       |
| Đảo Wake | 7,4  | 6    | 2006?      | 17/01/1899            | 19°18′B 166°38′T / 19,3°B 166,633°T   |
| Đảo san hô Johnston | 2,52 | 130  | 2005?      | 06/09/1859            | 16°45′B 169°31′T / 16,75°B 169,517°T  |
| Bắc Thái Bình Dương, Bắc Quần đảo Hawaii |      |      |            |                       |                                       |
| Đảo san hô Midway | 5,18 | 40   | 1998       | 28/08/1867            | 28°13′B 177°22′T / 28,217°B 177,367°T |
| Trung Thái Bình Dương, Bắc Quần đảo Line |      |      |            |                       |                                       |
| Đá Kingman | 0,03 | 60   | 18/01/2001 | 08/02/1860            | 6°24′B 162°24′T / 6,4°B 162,4°T       |
| Đảo san hô Palmyra | 6,56 | 15   | 18/01/2001 | 21/02/1912            | 5°53′B 162°05′T / 5,883°B 162,083°T   |
| Trung Thái Bình Dương, Trung Quần đảo Line |      |      |            |                       |                                       |
| Đảo Jarvis | 4,45 | -    | 1974       | 28/10/1856            | 0°23′N 160°01′T / 0,383°N 160,017°T   |
| Trung Thái Bình Dương, Bắc Quần đảo Phoenix |      |      |            |                       |                                       |
| Đảo Baker | 1,24 | -    | 1974       | 28/10/1856            | 0°12′B 176°29′T / 0,2°B 176,483°T     |
| Đảo Howland | 1,62 | -    | 1974       | 28/10/1856            | 0°48′B 176°37′T / 0,8°B 176,617°T     |
| Biển Caribbean |      |      |            |                       |                                       |
| Đảo Navassa1 | 5,2  | -    | 30/09/1999 | 31/10/1858            | 18°24′B 75°01′T / 18,4°B 75,017°T     |
| Bãi Bajo Nuevo2 | 0,02 | 155  | NA         | 22/11/1869            | 15°53′B 78°38′T / 15,883°B 78,633°T   |
| Bãi Serranilla2 | 0,02 | 1200 | NA         | 08/09/1879 13/09/1880 | 15°50′B 79°50′T / 15,833°B 79,833°T   |
| Các tiểu đảo xa của Hoa Kỳ | 34,2 | 251  |            |                       |                                       |
| 1 Tranh chấp bởi Haiti |      |      |            |                       |                                       |
| 2 Các đảo này trong vòng tranh chấp với Colombia, Jamaica, và có thể Honduras. Diện tích các vùng tranh chấp không tính vào tổng số. Chỉ duy nhất một nguồn mạng của chính phủ Hoa Kỳ ghi các đảo này vào nhóm Các tiểu đảo xa của Hoa Kỳ. |      |      |            |                       |                                       |
| Tất cả các đảo nay là vùng Bảo vệ Hoang dã Quốc gia (trừ Bajo Nuevo và Serranilla). Đảo cuối cùng mới thành lập vùng Bảo vệ Hoang dã là Đảo Wake (2006).                                                                                   |      |      |            |                       |                                       |